# El Carme (barri de València)
El Carme és el més populós dels barris que componen el districte de Ciutat Vella de València, amb 6.224 habitants l'any 2009, motiu pel qual es tracta del barri més popular del centre històric, a més de per la seua oferta de restauració i oci nocturn. Per aquests motius, a vegades es generalitza el seu nom i s'anomena equivocadament El Carme a tot el centre històric, però l'autèntic i històric barri se situa al nord-oest del districte, amb el barri de la Seu a l'est, els del Mercat i del Pilar (o Velluters) al sud, el del Botànic (del districte d'Extramurs) a l'oest, el de les Tendetes (del districte de Campanar) al nord-oest, i els de Marxalenes i Morvedre (del districte de la Saïdia) al nord.
Els seus límits històrics coincideixen aproximadament amb els actuals, i es tracten de l'antic llit del riu Túria (actual jardí del Túria) amb el carrer de la Blanqueria pel nord, el carrer de Serrans per l'est, els carrers dels Cavallers i de Quart pel sud, i el carrer de Guillem de Castro per l'oest.

## Nom

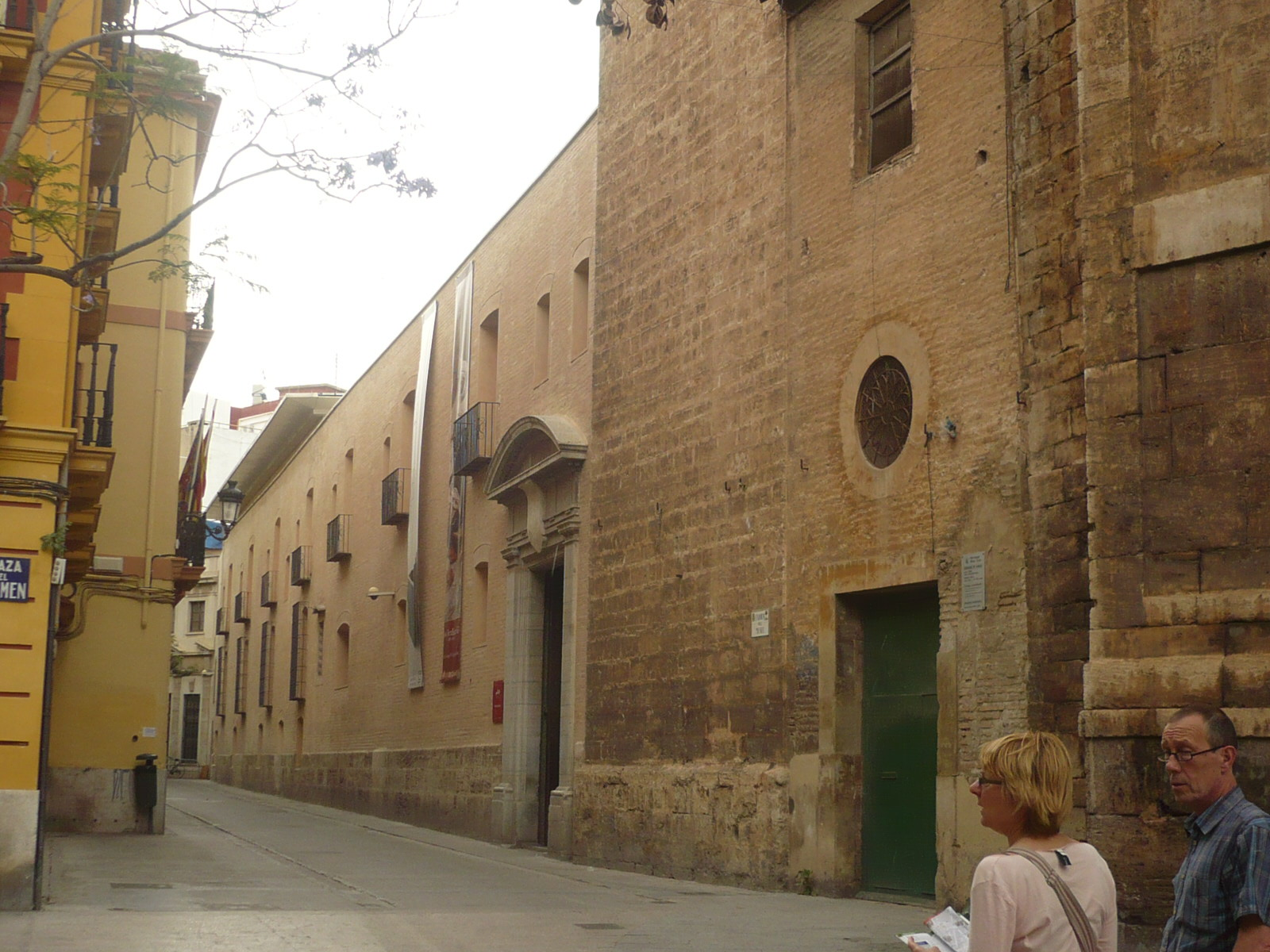
Façana del convent del Carme

El barri del Carme rep el nom de l'església i convent del Carme, entorn de la qual es va formar el nucli de població. La plaça del Carme va ser la primera a anomenar-se d'aquesta manera en estar situada enfront de l'església del convent, que actualment és l'església parroquial de la Santa Creu, i amb el pas dels anys tot el barri va adoptar aquesta denominació. El convent del Carme va començar a ser construït l'any 1238 i va ser consagrat el 1343. Des de finals del segle xx, s'ha recuperat el seu espai i s'ha convertit en el museu conegut com el Centre del Carme.

## Geografia

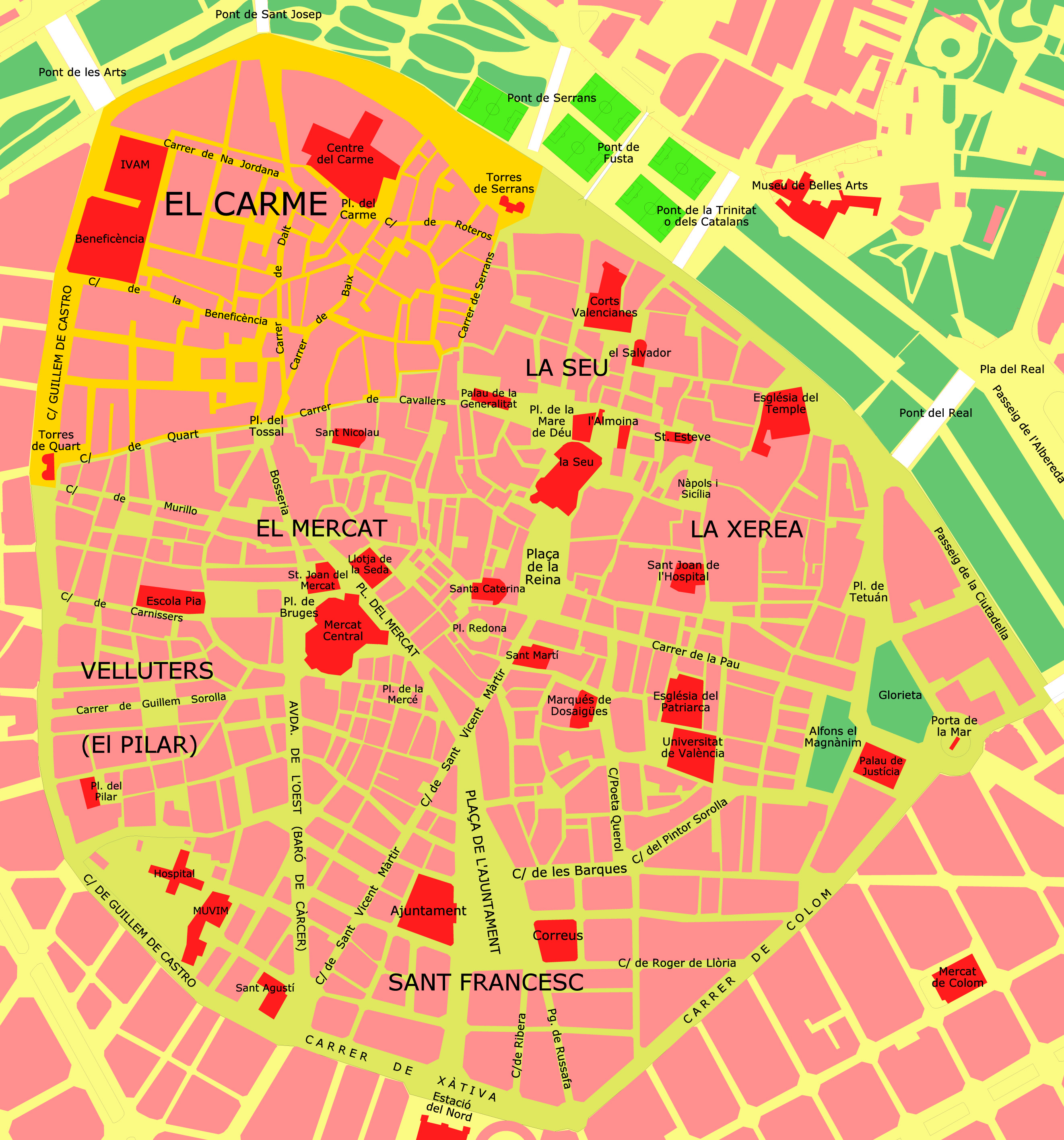
Plànol de carrers. En ocre el Carme

Els límits administratius actuals del barri disposats per l'Ajuntament de València parteixen des del pont de Fusta pel carrer del Comte de Trénor fins a la plaça dels Furs, just darrere de les torres de Serrans. Des d'ací, discorren pel carrer de Serrans fins al carrer de la Concòrdia, on gira pel carrer dels Borja i el de la Mare vella fins al carrer dels Cavallers. Tot aquest recorregut el separa del barri de la Seu. El carrer dels Cavallers i la plaça del Tossal fan de límit amb el barri del Mercat, mentre que el carrer de Quart el separa del barri del Pilar fins a arribar a les torres de Quart. Ara el carrer de Guillem de Castro el separa per l'oest amb el barri del Botànic al veí districte d'Extramurs, i en arribar al jardí del Túria el carrer de la Blanqueria i el jardí mateix fan de límit pel nord. El pont de les Arts el comuniquen amb les Tendetes del districte de Campanar, el pont de Sant Josep ho fa amb el barri de Marxalenes del districte de la Saïdia, i els ponts dels Serrans i de Fusta ho fan amb el barri de Morvedre i amb el proper de la Trinitat, tots dos del mateix districte de la Saïdia.

### Nomenclàtor
- C/. Adoberies
- C/. Alejandra Soler
- Pl/. Àngel
- C/. Àngel Custodi
- C/. Arabista Ribera
- Pl/. Arbre
- Pl/. Autor
- C/. Baix
- Pl/. Beneyto i Coll
- C/. Beneficència
- C/. Blanqueria
- C/. Cabrit
- C/. Cañete
- C/. Caritat
- Pl/. Carme
- C/. Cobertís
- Pl/. Comte de Bunyol
- C/. Corona
- C/. Corredors
- C/. Covarrubias
- C/. Creu
- C/. Dalt
- C/. Damià Forment
- Davallada de Sant Miquel
- C/. Doctor Chiarri

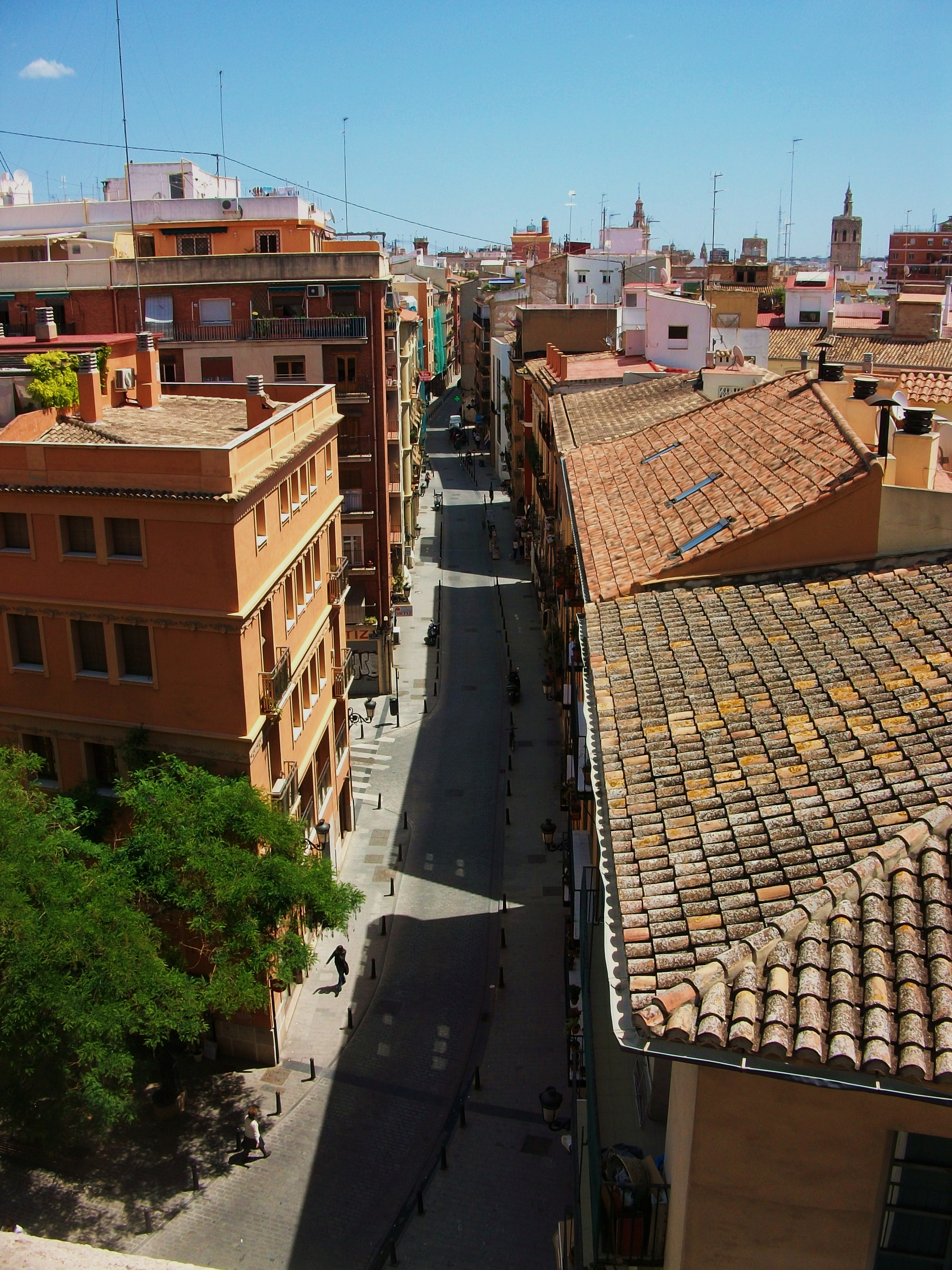
Vista del carrer de Quart, que separa els barris del Carme i Velluters

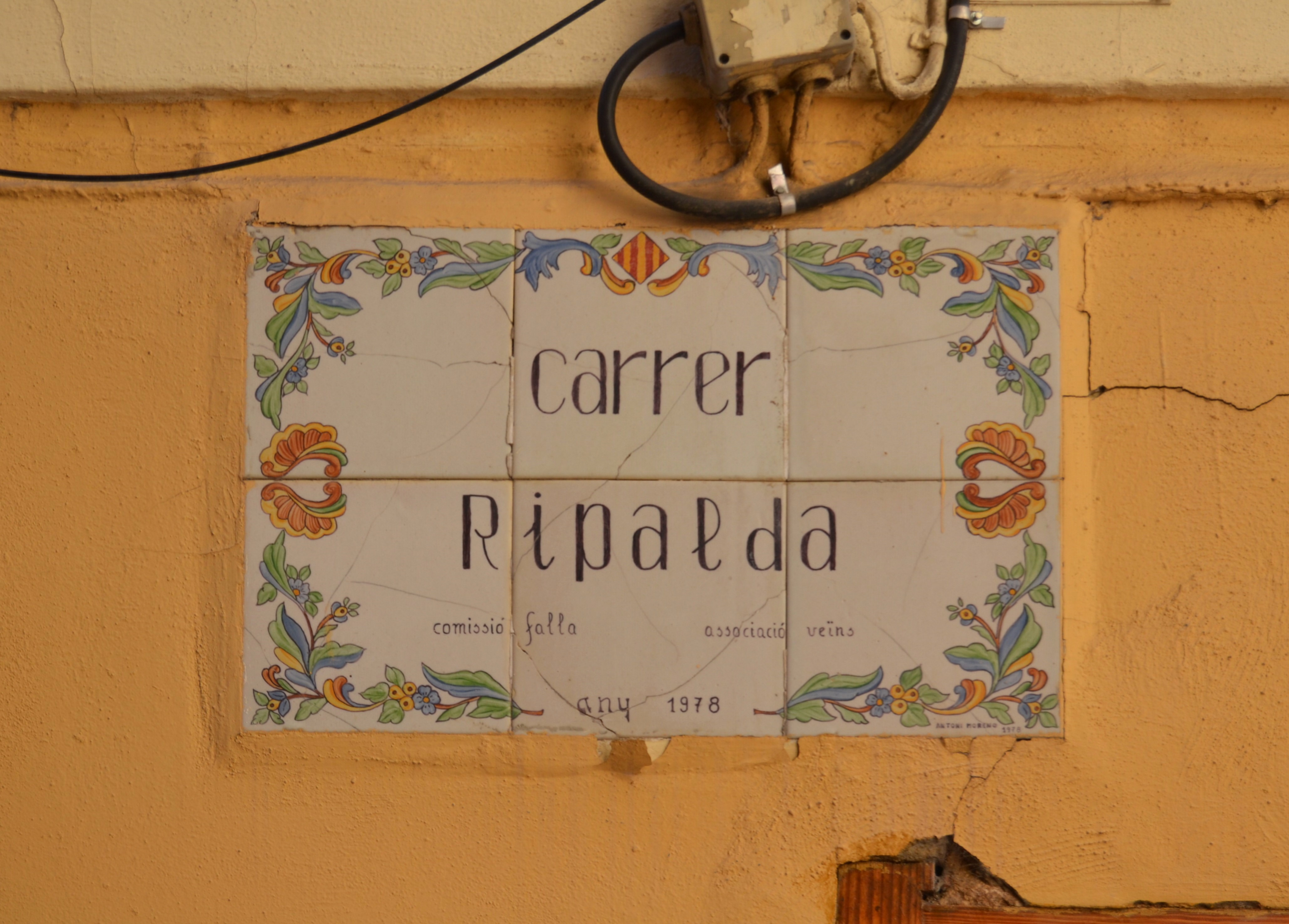
Taulell indicatiu no normatiu al carrer de Ripalda (1978)

- Pl/. Dramaturg Faust Hernández Casajuana
- C/. En Borràs
- C/. En Roda
- C/. Fenollosa
- C/. Fos
- C/. Frígola
- C/. Garcilaso
- C/. Gil Polo
- C/. Guillem de Castro
- C/. Gutemberg
- C/. Historiador Beuter
- C/. Horts
- C/. Hostal de Morella
- C/. Jardins
- Pl/. Jesús Maroto i González
- C/. Joan de Joanes
- C/. Joan Plaza
- C/. Landerer
- C/. Lusitans
- C/. Llíria
- C/. Mare de Déu de la Misericòrdia
- C/. Marqués de Caro
- C/. Morella
- C/. Moret
- Pl/. Mossén Sorell
- C/. Murtereta
- C/. Museu
- Pl/. Músic López Chavarri
- C/. Na Jordana
- Pl/. Navarros
- C/. Palma
- C/. Palomino
- C/. Pare d'Òrfens
- C/. Perdiu
- C/. Pineda
- C/. Pintor Fillol
- C/. Pintor Zariñena
- C/. Pinzon
- C/. Portal de Valldigna
- Pl/. Portal Nou
- C/. Quart
- C/. Raga
- C/. Rei en Jaume
- C/. Ripalda
- C/. Roques
- C/. Roteros
- C/. Salines
- C/. Salvador Giner
- C/. Sant Donís
- Pl/. Sant Jaume
- C/. Sant Miquel
- C/. Sant Ramon
- C/. Sant Tomàs
- C/. Santa Creu
- C/. Santa Cristina
- C/. Santa Elena
- Pl/. Santa Úrsula
- C/. Soguers
- Pl/. Tavernes de la Valldigna
- Pl/. Tossal
- C/. Vall de Crist
- C/. Vicent Ximeno
- Pl/. Vicente Iborra

### Elements importants

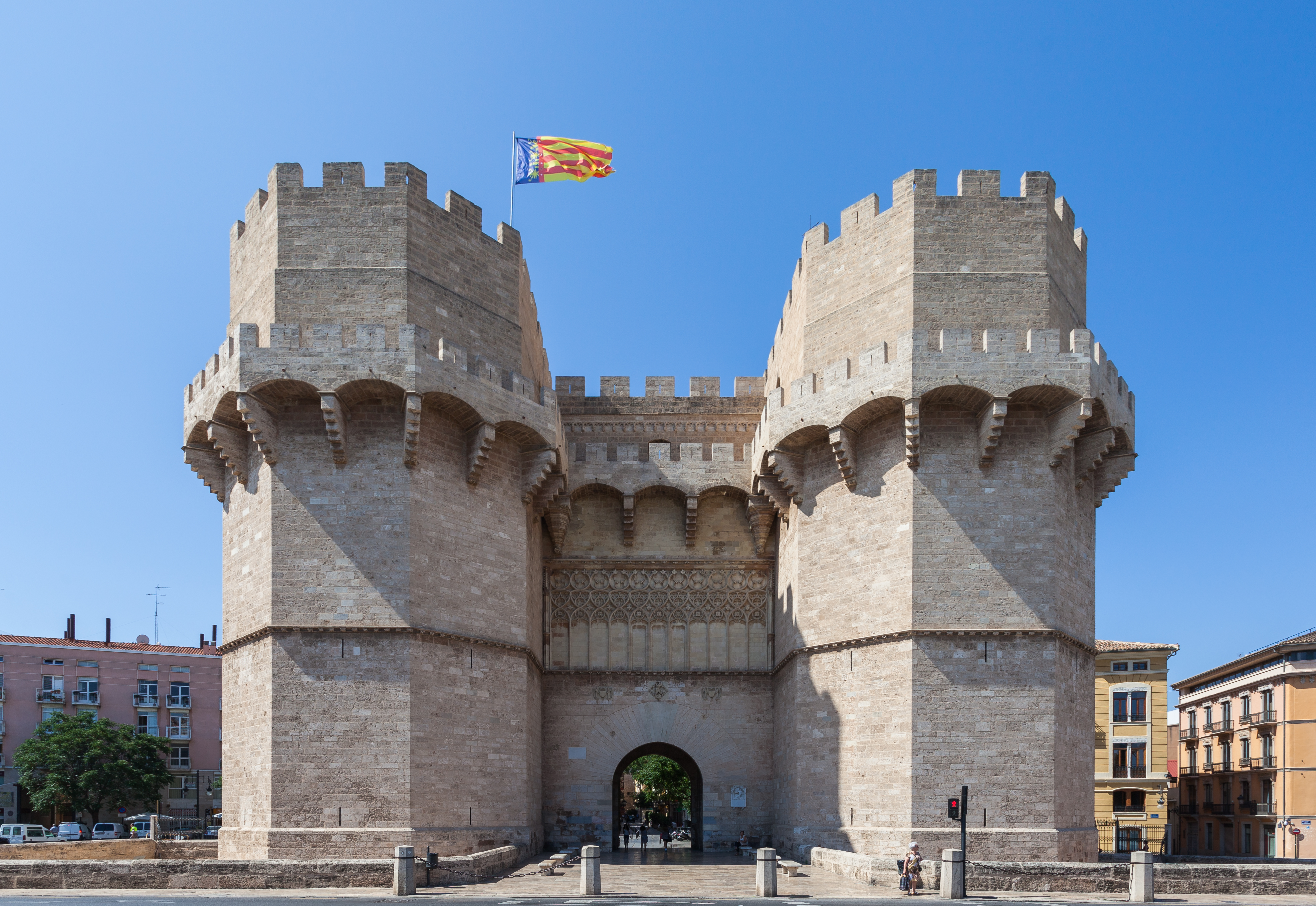
Porta de Serrans, entrada nord

Els edificis i institucions més destacats del barri del Carme són: 
- Les torres de Serrans
- Les torres de Quart
- L'IVAM (Institut Valencià d'Art Modern)
- El Centre Cultural de la Beneficència, que acull el Museu de Prehistòria de València i el Museu Valencià d'Etnologia
- El Centre del Carme (antic convent del Carme) i la seua església
- El portal de Valldigna
- La casa Museu Benlliure
- La casa de les Roques
- El palau de Pineda, seu valenciana de la Universitat Internacional Menéndez Pelayo
- Restes de la muralla àrab, com la torre de l'Àngel
- El mercat de Mossén Sorell
- El Saló de Racionistes
- La falla Na Jordana

## Història

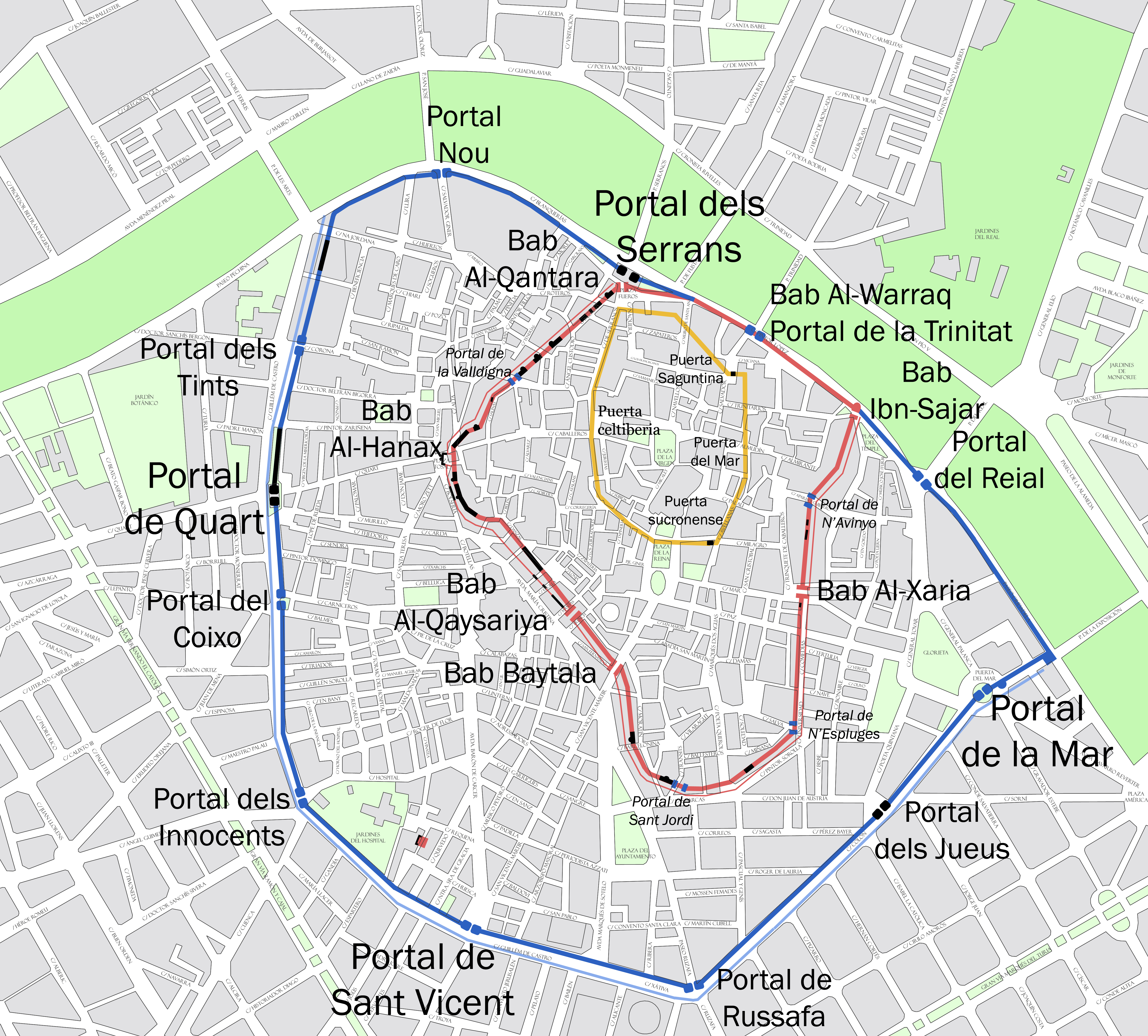
Les diferents muralles de València

La configuració actual del barri té el seu origen en sis nuclis urbans, que inicialment estaven separats però que amb el temps van acabar integrant-se en un únic barri.
- El primer nucli urbà era a la zona nord de l'actual barri, coincidia amb el raval musulmà extramurs, prop de la muralla musulmana, que té el seu origen com a nucli urbà en si en l'època califal. Es tracta del Raval de Roteros o Pobla Vella.[2]
- El segon nucli urbà té el seu origen en la part est del traçat urbanístic actual i està centrat a la muralla i les torres musulmanes. Aquest nucli està constituït per una xarxa de carrerons i places de mida reduïda que es va anar originant al llarg del segle xi.[2]
- Un tercer nucli urbà es troba al centre i oest del barri. Format per l'espai que en el seu dia va constituir la Moreria, que abasta la zona compresa entre les cales Quart, Pinzón, de la Corona i de Dalt, espai que més tard seria ocupat pel complex que formava la Casa de la Misericòrdia. Més tard, al demolir la Casa de la Misericòrdia, s'afegeix al barri l'hort del Tirador i la prolongació pel carrer de la Corona (que constituïa l'antic barri dels Tints) i carrers adjacents, donant lloc a la urbanització de la zona més moderna de l'actual barri. Es tracta de la Moreria o Pobla Nova- Barri dels Tints.[2]
- Arribem al que podria denominar-se la "Via de penetració nord". Se situaria en el límit est del barri que sorgeix de l'eixample que es va fer en el traçat urbanístic durant el segle xv.[2]
- Arribem al cinquè nucli que estaria situat al nord-oest i al perímetre del barri; entre els poblats de Roteros i Tints. Aquesta zona havia estat tradicionalment ocupada per horts entre els quals cal assenyalar: el de la Corona, el de Ripalda, el de Sogueros (també conegut com el d'En Cendra) i el del Partit; dels solars dels mateixos i gràcies a l'amplada que tenien, es van crear nous carrers i es van edificar cases per a obrers entre 1845 i 1920. És la zona que constituïa dels Horts i el Partit o bordell.[2]
- Finalment ens trobem amb el que podríem anomenar la Via de penetració oest. Aquesta via de penetració és d'origen d'una banda romà, ja que constituïa part de la sortida de la ciutat cap a l'oest; i per una altra musulmà, ja que havía un petit raval musulmà situat a la zona dreta, sortint i proper a les Torres de Quart. Aquesta zona va patir una expansió durant el segle xiv que va donar lloc a la construcció de casalots i palauets durant el segle xv, i avui posa en relleu una diversitat de construccions arquitectòniques tant del segle xix com del xx.[2]

### Seglesi-vii
Entre els segles I - VII, el barri estava sense urbanitzar. Es trobava als extramurs de la muralla del que era aleshores la ciutat romana de Valentia. El travessava un braç del Túria, que es dessecà, que donava lloc a una estreta fondalada entre els actuals carrers de les Salines i de Dalt.
Part de l'àrea que actualment ocupa el barri està localitzada en una prolongació del decamunas maximus és a dir a la sortida de la ciutat romana, són els actuals carrers de Cavallers i de Quart.

### Seglesviii-xii

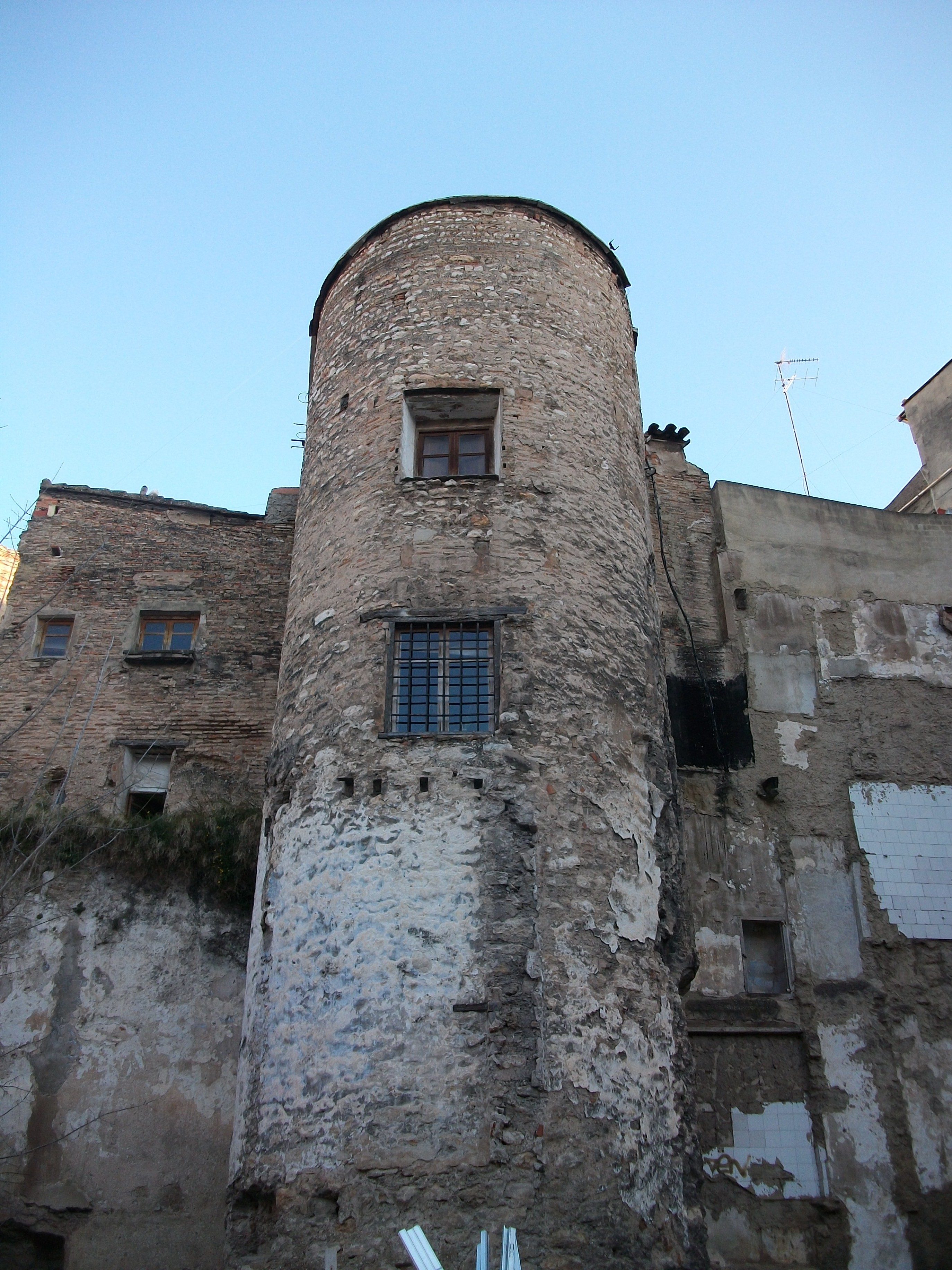
Torre islàmica de l'Àngel, al Carme

És un barri que va créixer entre dues muralles: la musulmana (segle xi), construïda per Abd-Al-Aís, que el limitava per l'est, i la muralla del segle XIV, que el protegia per l'oest. Després de l'època musulmana, la part més oriental fou destinada com a moreria de la ciutat, mentre que la part que flanquejava el riu romania un raval per a ús agrícola.
És en l'època musulmana, que comença al voltant del 714, quan el barri es habitat donant lloc a la formació de ravals de la ciutat musulmana, com ara el raval d'al-Falaqa o Roteros, situat entre el llit del Túria y un braç secundari del riu, que s'organitzava al voltant d'un caseriu de l'època califal, que és la base del barri del Carme.
El raval de Roteros, que se situava a l'oest de la muralla musulmana, és cridat d'aquesta manera des del segle xiii, encara que també s'arriba a conèixer com Carnisseries de Roteros perquè a la zona es van situar, en època, medieval, alguns establiments d'aquest tipus de negoci; i també va ser conegut com a Pobla Vella de Roteros, ja que constituïa el raval més antic de la ciutat, situant-se el seu origen en l'època del califat.
Quan es produeix la caiguda del Califat de Còrdova i València passa a convertir-se en la capital del Regne de Taifes, arriba a la ciutat una gran quantitat de gent immigrant que produeix un gran creixement urbà. Es construeixen noves muralles, que afecten a la part est i central del barri. D'aquesta manera diverses torres i portes (com ara la Porta de la Culebra -Bab al-Hanâx- o la Porta del Pont -Bab al-Qantara-) passen a situar-se dintre del barri.
És en aquest moment quan, al Oest, a l'exterior de la muralla i molt a prop del Portal de la Culebra, existia un xicotet raval, el de al-Kudia (Tossal -Sant Miquel) que es convertí en l'embrió d'un altre barri que més tard esdevindria la Moreria, i que finalment acabaria unit-se al raval de Roteros. També destaca dins del barri un alfòndec, o hostal i magatzem.

### Seglexiii

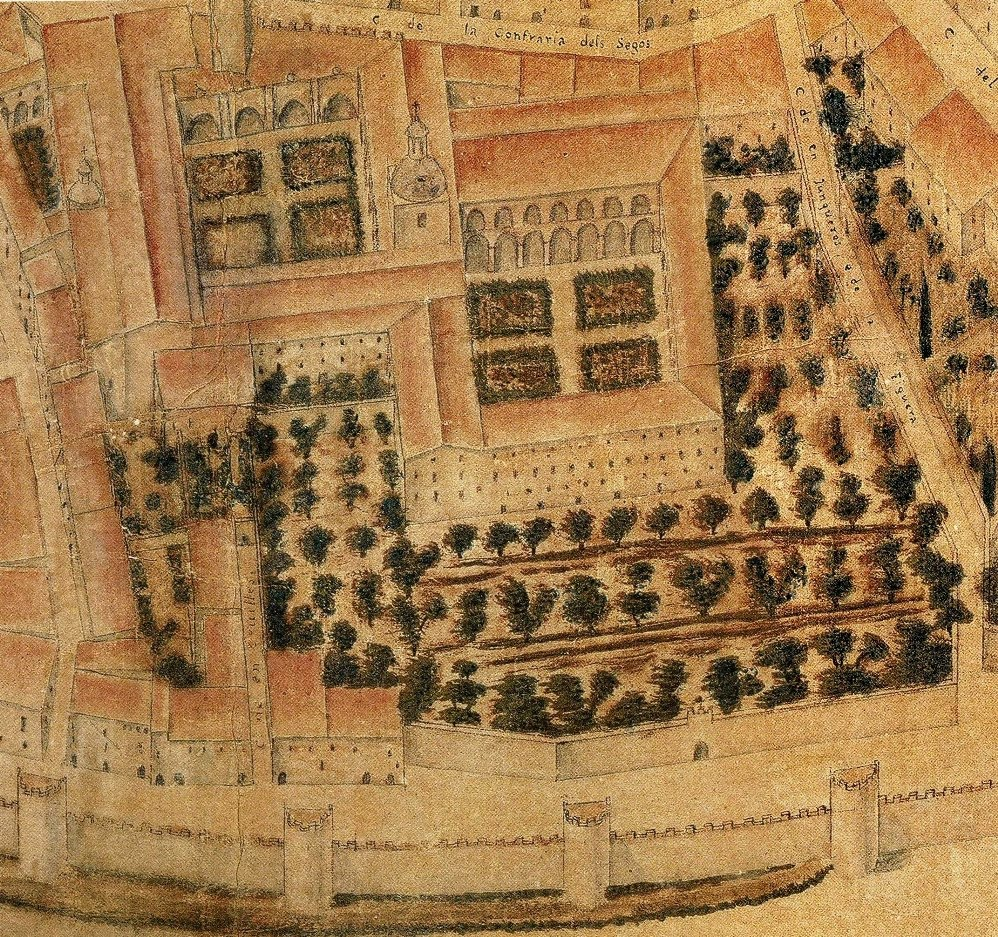
El convent del Carme el 1704

Després de l'ocupació per part de Jaume I, els habitatges que estaven situats a l'exterior de les muralles foren habilitats per als soldats, cosa que provocà l'eixida de la ciutat de molts musulmans, els quals es refugiaren, els que decidiren quedar-se, a la zona del raval d'al-Kudia, que se situava, a més, al voltant de la séquia de Rovella i el fossat de la muralla, on hi havia el portal de la Culebra. Aquest barri és anomenat des del Repartiment de 1245 Vicus Sarracenorum o Moreria, conegut com l'Aljama de València o Vilanova del Raval.
Fou l'any 1281 quan els Carmelites descalços decideixen ocupar un terreny sense urbanitzar, que se situava en una prolongació del barri de Roteros, per a construir e instal·lar el seu Convent del Carme, cosa que provocà que el barri acabés anomenat-se el Carme. Encara que en un primer moment s'utilitzaren altres termes per a anomenar el bari, com ara Partides del Carme, el 1343 any de la consagració de l'església del convent sota l'advocació de la Mare de Déu del Carme, el nom definitiu fou el Carme.
L'ocupació cristiana del barri feu que es produïren una sèrie de canvis en l'estructura del barri, comencen a crear-se carrers més rectes i amples on se situen cases més grans, convents i esglésies (com ara la de la Santa Creu a l'actual Plaça del Carme, o la de Sant Bertomeu, de la qual actualment només resta la torre al carrer Serrans). A més, l'aigua de la séquia de Rovella juga un paper essencial al desenvolupament econòmic de la zona, donant lloc al Barri dels Tints, al sorgir diversos obradors a l'eix de la séquia i fent ús del seu cabal. Una altra activitat que es desenvolupà molt en aquesta època fou la de la prostitució, que se centrà la zona coneguda com La Mancebía.

### Seglexiv

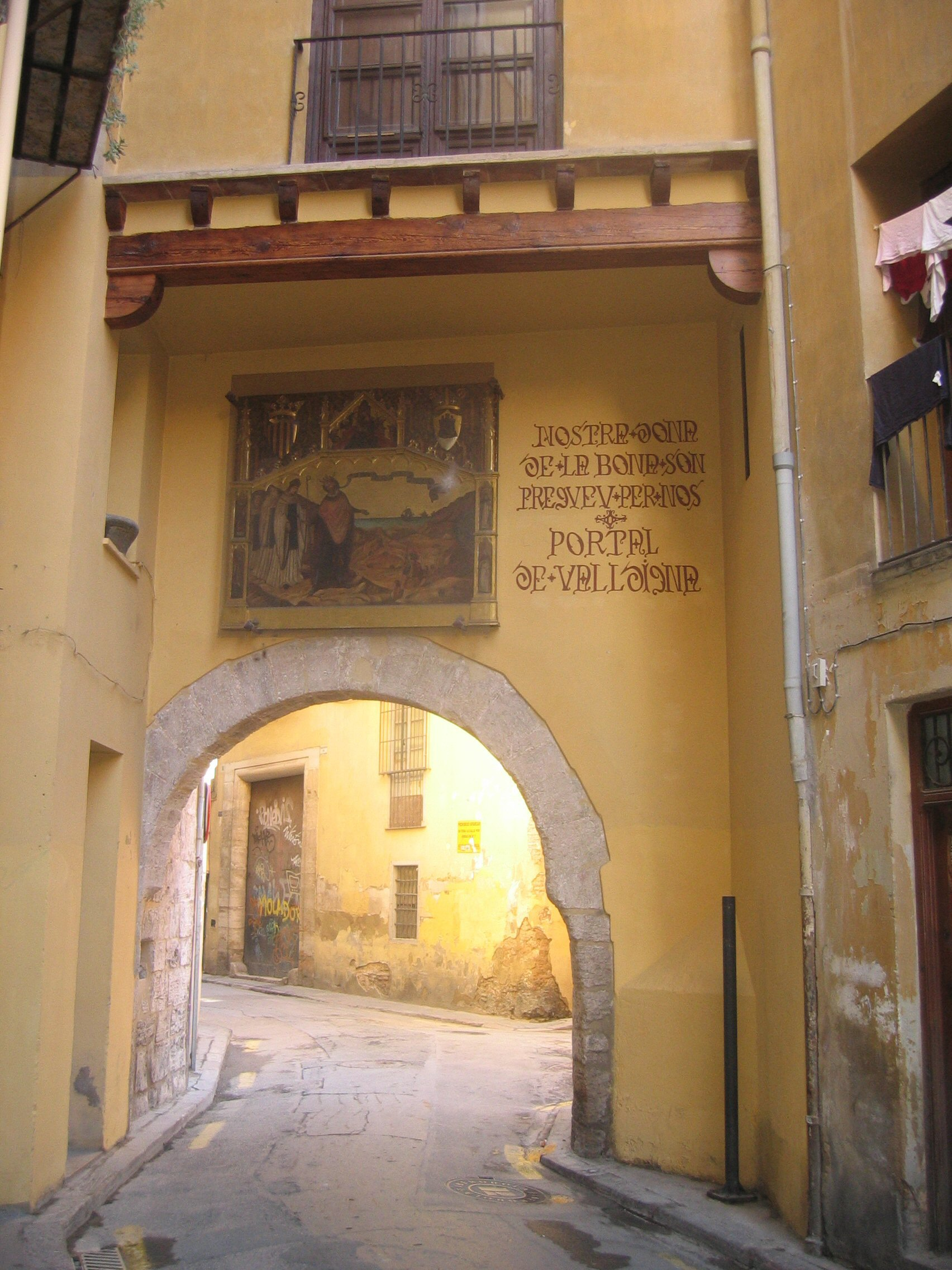
Portal de Valldigna

El 18 d'agost de 1356, durant en el regnat de Pere II de València (el Cerimoniós), les previsions per a millorar la fortificació de la ciutat i la necessitat d'eixamplar aquesta, van obligar el Consell General a iniciar la construcció d'una nova muralla que va abastar els ravals de la ciutat. El vell mur defensiu del recinte àrab no es va enderrocar, sinó que va romandre com una segona defensa militar (encara que a poc a poc s'enderroquen portals i trossos de mur, com ara el portal de al-Falaqa o Roteros enderrocat l'any 1401). El problema de les comunicacions amb l'una i l'altra part es va resoldre per mitjà de portals, entre els quals destaca principalment el portal de Valldigna (construït l'any 1400).

### Seglesxv-xvi
En arribar el segle xv València és el centre econòmic de la Corona d'Aragó, amb una població d'uns 75000 habitants. Al barri a conseqüència de les Guerres de les Germanies, la Moreria es assaltat i la mesquita es transforma en església de Sant Miquel. A més s'inauguren dos nous convents, el de Santa Úrsula, junt a les Torres de Quart, i el convent de la Corona, junt al Portal dels Tints.

### Seglesxvii-xviii

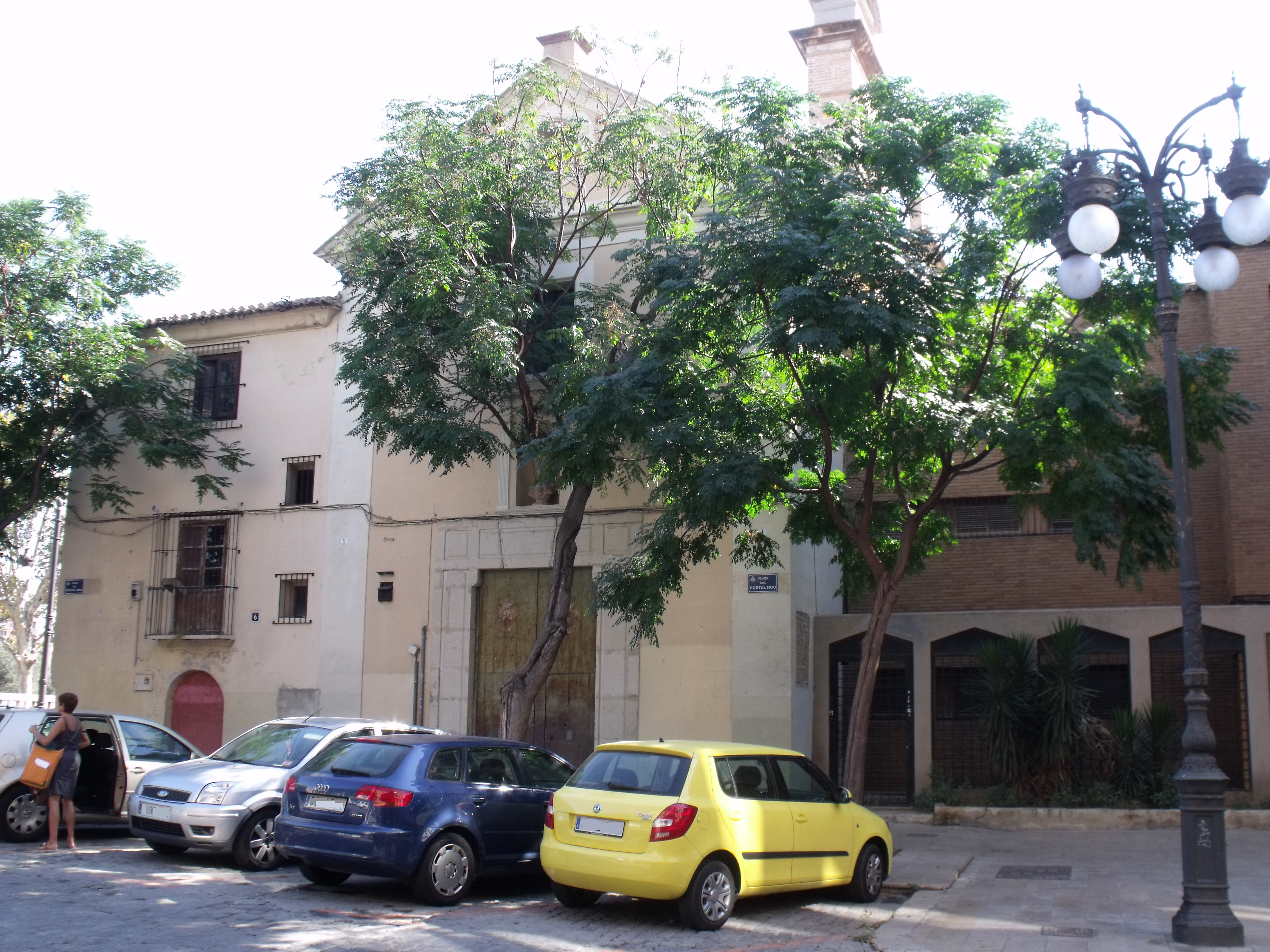
Monestir de St Josep i Sta Teresa

Al larg dels segles XVII i xviii, el barri pateix molt poques transformació, com a destacables en són, l'abandó de la Moreria, la desaparició de les cases de Partir o Mancebía, que permeteren comptar amb més terrenys per urbanitzar. Cal destacar, com a esdeveniment més important, la indundació de la Casa de la Misericòrdia l'any 1671. Aquesta casa fou construïda damunt els solars de la Moreria, enfront de la recentment constituïda com a església de Sant Miquel, molt a prop de l'Hort del Tirador i de la Capella dels Peraires.
Junt al convent del Carme es construeix el 1768 la Reial Acadèmia de Belles Arts de Sant Carles, amb una façana simètrica i jerarquitzada, amb un aspecte molt academicista.
Al temps, molt a prop del Portal Nou es construeix el Convent de Sant Josep (actualment convertit en un centre cultural i gastronòmic); i comencen a construir-se uns tipus de cases caracteritzades perquè la part de baix s'utilitza com a obradors i els pisos superiors com a vivendes, a les que s'accedeix mitjançant unes escarpades i estretes escales que tenen una estreta porta al costat de l'accés als obradors, conegudes com a cases d'escaletes.

### Seglexix

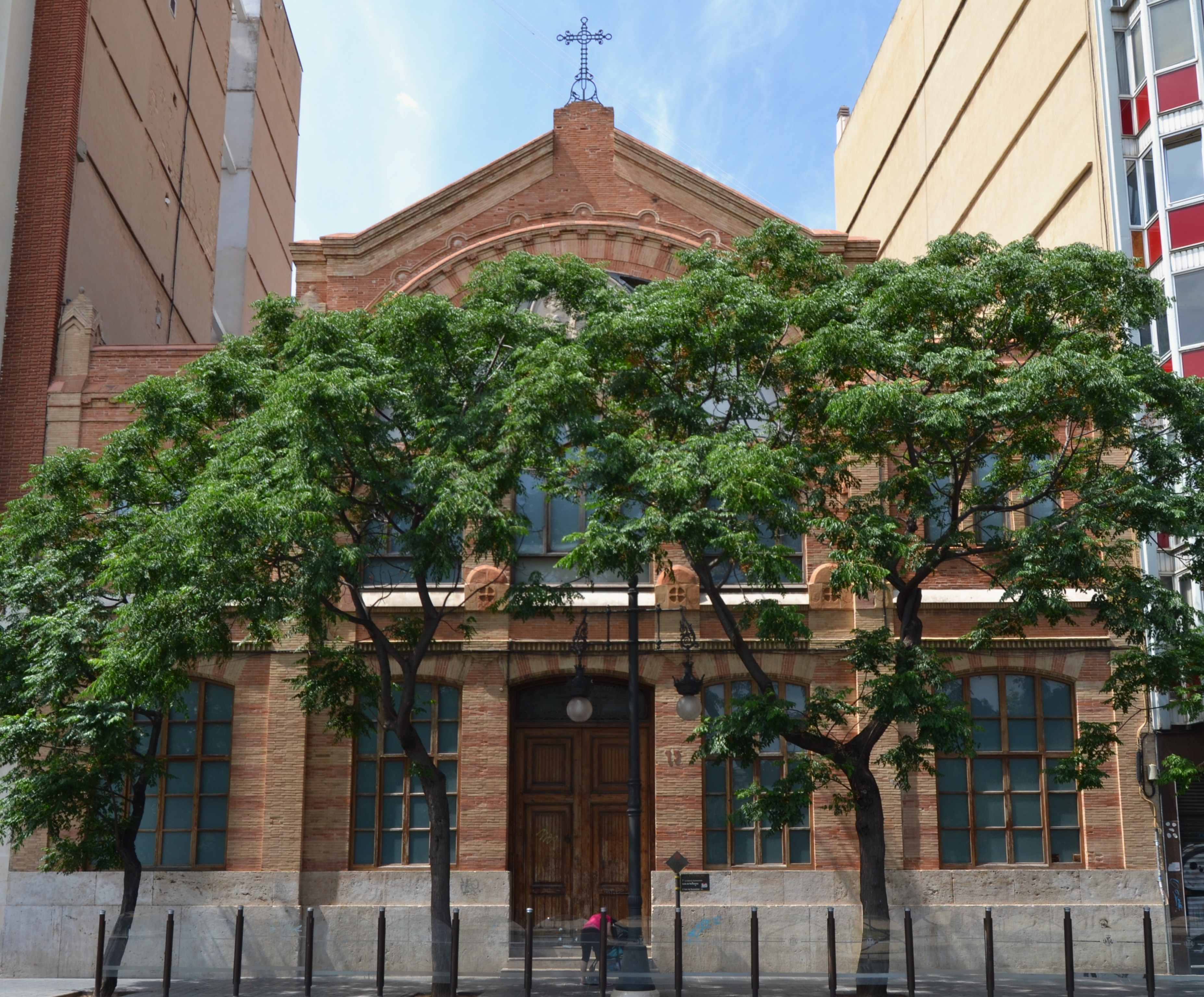
Saló de Racionistes (1886)

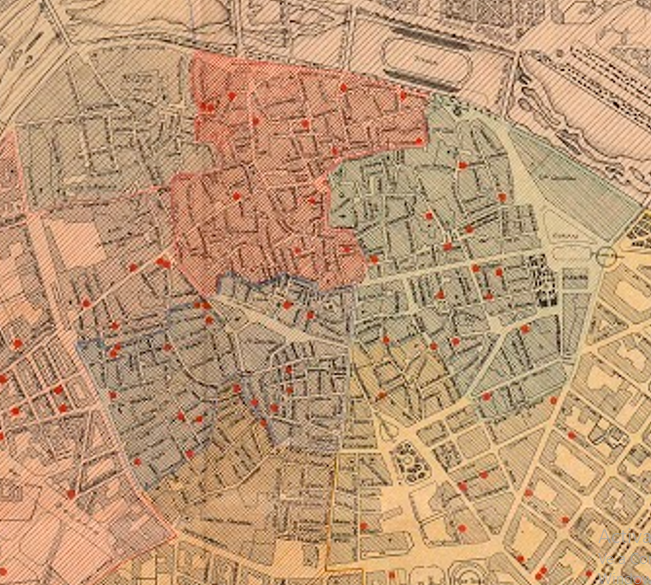
Districtes de València (1887-1940)

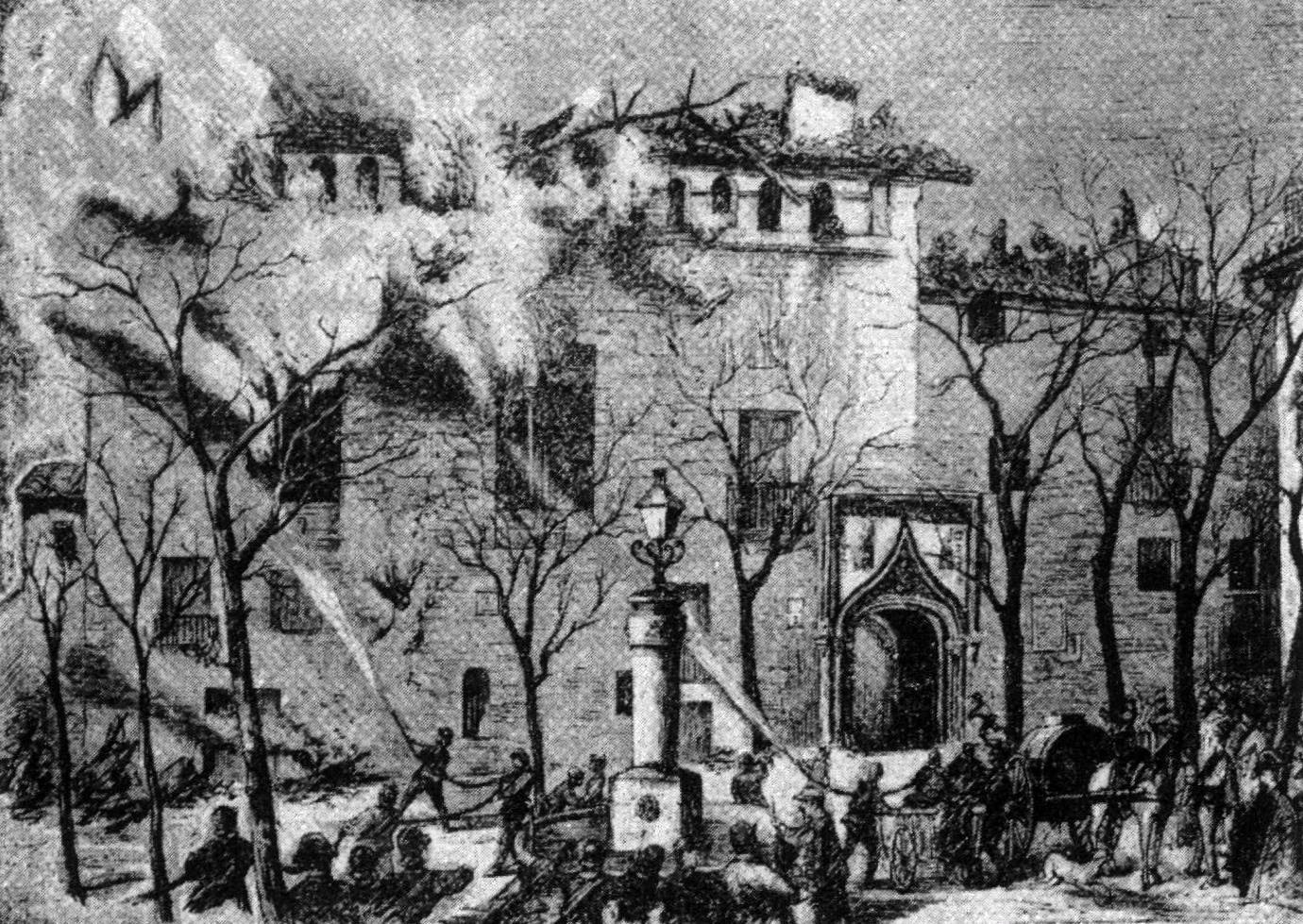
Incendi del Palau de Mossén Sorell (1878), per Salustiano Asenjo

Aquest barri ha patit grans modificacions al llarg dels seus més de mil anys d'història, però al segle xix es produïren amb més intensitat, sobretot per la desamortització dels béns eclesiàstics. A més és al segle xix quan s'urbanitza gran part de l'horta que encara hi havia al barri, s'acaba d'enderrocar les muralles i comença el desenvolupament modern de la ciutat que acabà amb l'organització gremial.
Dintre dels canvis deguts a la desamortització podem esmentar: les desamortitzacions del Convent de Sant Josep, el Convent del Carme, i el Convent de Santa Úrsula; l'enderrocament de l'església de la Santa Creu, i la construcció de diversos establiments de caritat com ara la Casa de la Beneficència (actual Centre Cultural la Beneficència), l'Asil del Marqués de Campo (actualment seu de la Universitat Catòlica de València), la Gran Associació de la Mare de Déu dels Desamparats (actualment col·legi de la Gran Associació) o l'Asil de Sant Joan Baptista (actualment seu de la Universitat Catòlica de València).
Pel que fa a la urbanització de la zona, cal destacar que a partir de 1830 es projecta la construcció d'una zona ajardinada al costat del llit del riu Túria, les anomenades Alberedetes de Serrans; en 1845 es tanquen alguns atzucacs que eren considerats focus de brutícia i possibles infeccions; en 1850 es comença la canalització del subministrament d'aigua potable cap a l'interior de la ciutat aprofitant el primer dipòsit d'aigües potables de la ciutat de València que acabava d'inaugurar-se, i que permet que s'instal·len les primeres fonts d'aigua potable a l'interior del barri, n'hi va haver, com a exemple, al carrer Guillem de Castro, davant l'asil de Sant Joan Baptista, a la plaça del Carme, al Portal Nou, en les Arberedetes de Serrans, a la plaça de Santa Úrsula i a la plaça del Mossén Sorell, entre altres llocs; entre 1845 i 1920, s'edifiquen al barri nombroses cases per a obrers. Totes iguals, utilitzant els solars existents al barri al deixar d'utilitzar-los com a horta, com és el cas de les cases dels hort de Corona, Hort de Cameta, Ripalda, d'En Cendra, Soguers, Marqués de Caro o del Partit; la creació de nous carrers com ara els de Na Jordana o Llíria; en 1890 l'Ajuntament compra els terrenys de l'Hort del Tirador o dels Peraires, que foren destinats a l'ampliaciò de la Casa de la Misericòrdia y a dur a terme altres projectes de nous carrers, com ara els que s'obriren entre el carrer Quart i el carrer de la Corona.
També es produeix en aquests moment (1865) l'enderrocament de les muralles des de la Torre de l'Àguila (junt a La Porta de Serrans) fins al carrer de la Corona, que dona lloc a unavía de dimensions considerables que se situa pràcticament vorejant el barri, que passà a anomenar-se circumval·lació. Per la seua banda, el cèrcol d'estaques i altres objectes que estaven paral·lels a la muralla dificultant que fora envaïda o aplanada la zona, serà utilitzada per a construir un col·lector i altres edificiacions. Durant aquest segle es produïren accidents que dugueren a transformacions posteriors del barri, cal destacar l'incendi del palau de Mossén Sorell que deixà lloc a un solar que ràpidament ocuparen venedors que finalment transformaren el solar en l'actual mercat de Mossén Sorell (que pertany a la xarxa de mercats municipals de la ciutat de Valencia); o l'enderrocament de l'alfòndec, en el solar es van construir cases que donaven a dos carrers, Alt i Baix.

### Seglexx

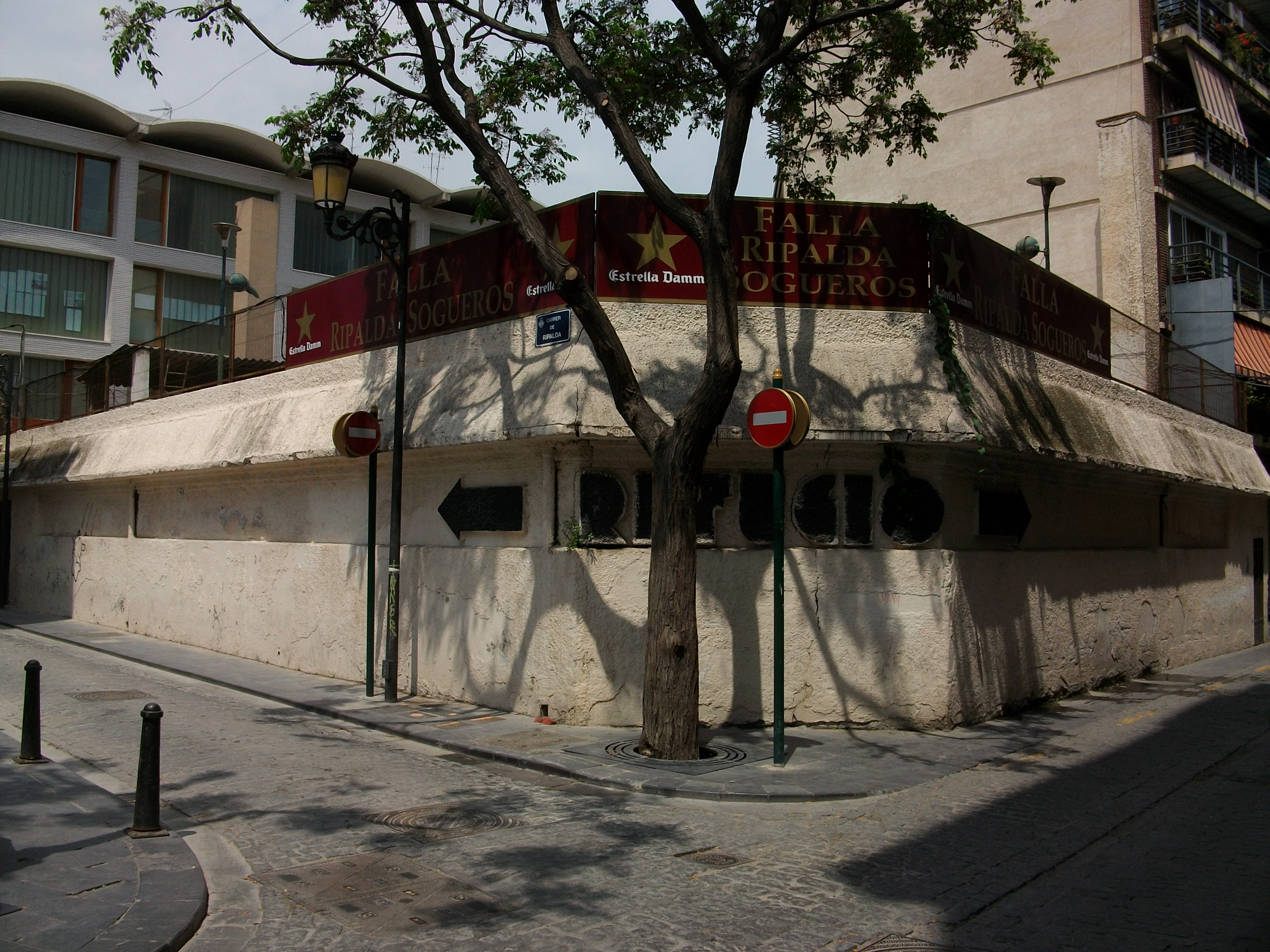
Refugi del carrer de Ripalda

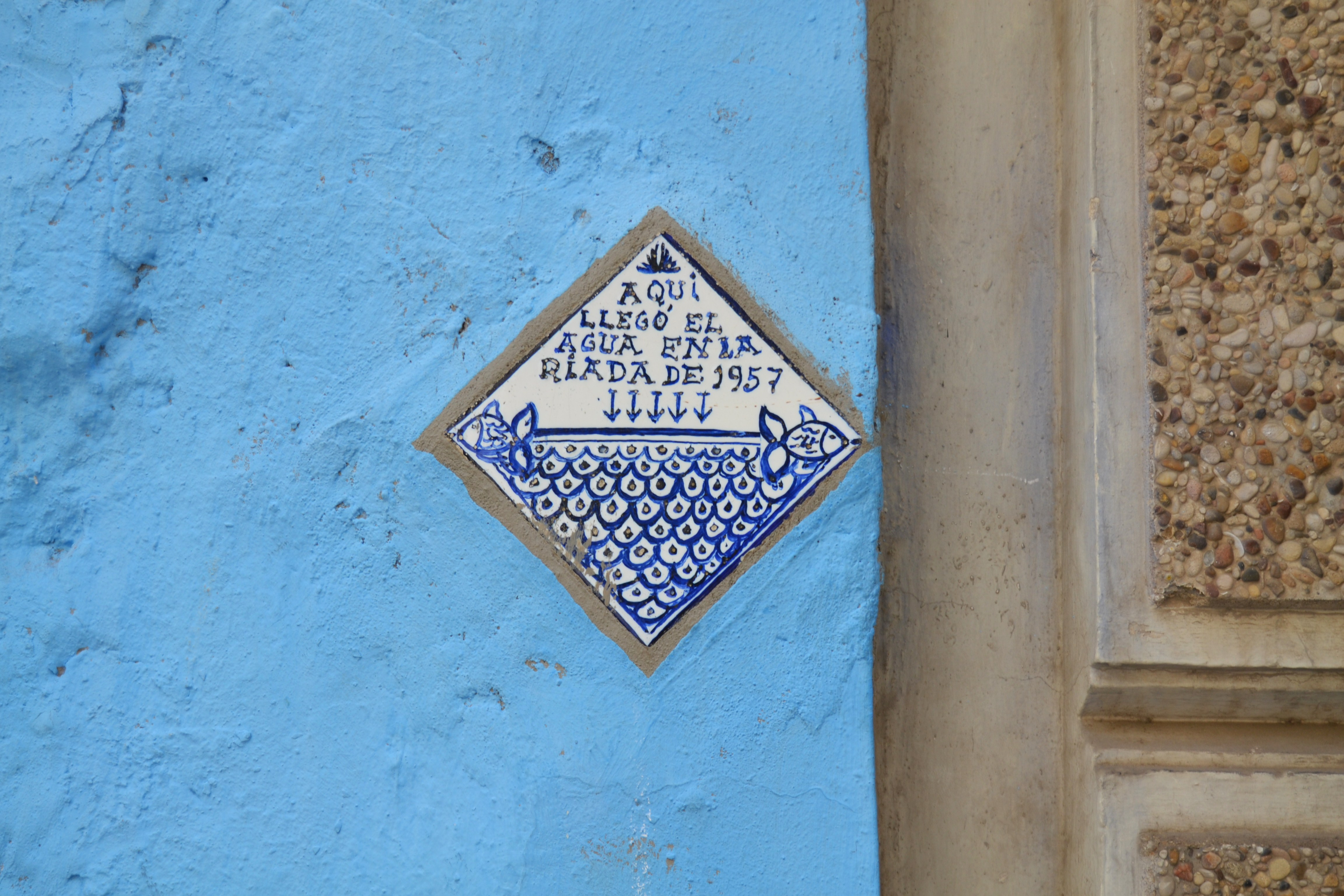
Taulell al carrer del Museu

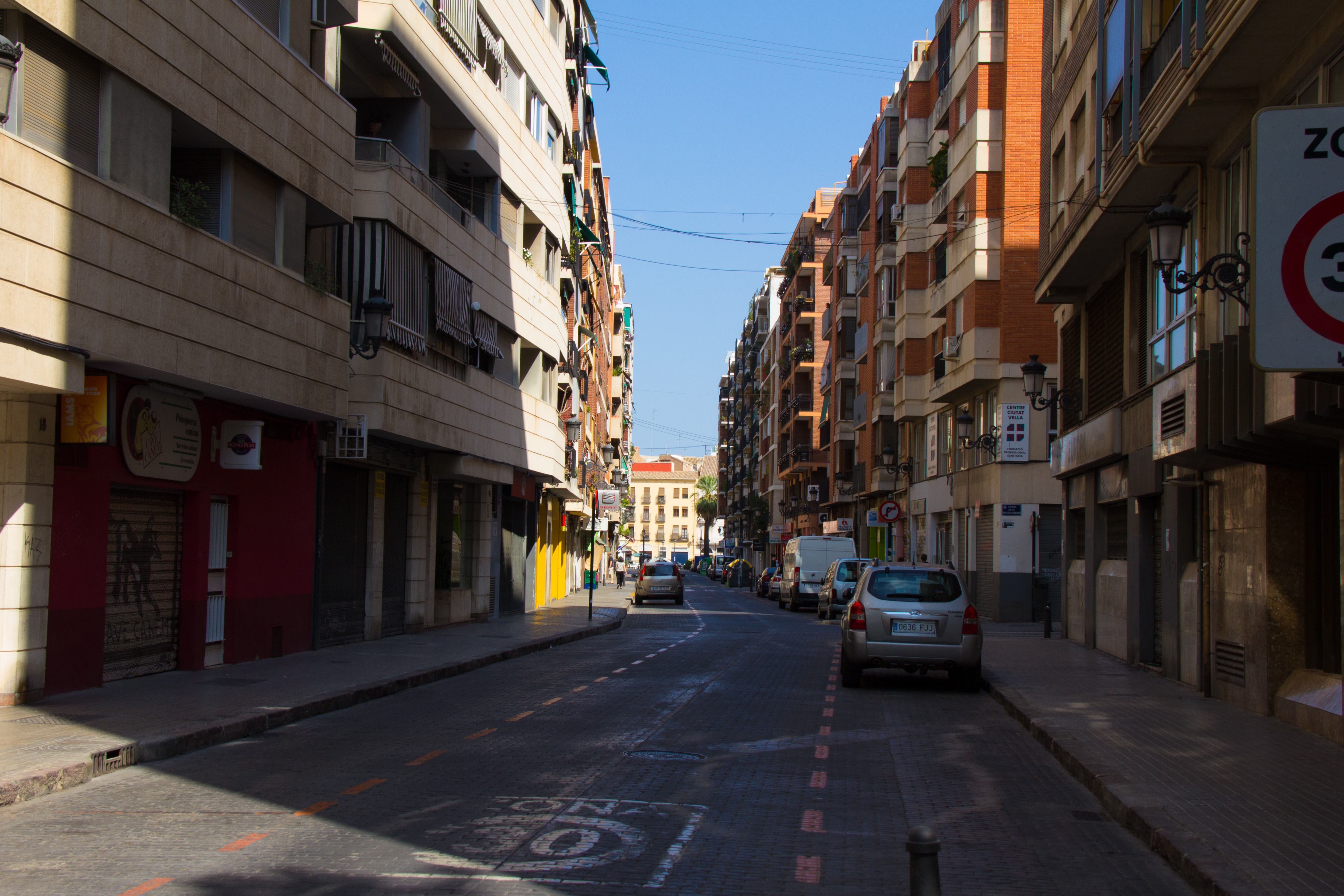
Edificis moderns al Carme

Durant l'inici d'aquest segle les autoritats locals estaven centrades en l'expansió de l'Eixample, cosa que suposà l'abandó d'altres problemes urbanístics o l'enderrocament sense supervisió administrativa de palaus i cases pairals al barri, cal destacar l'enderrocament del palau dels Comtes d'Alaquas; l'església de Sant Miquel; l'església de Sant Bertomeu, de la que tan sols queda la torre al carrers de Serans, amdós coma conseqüència dels incendis i saquejos que patiren durant la guerra civil; la Casa de la Misericòrdia; la Casa dels Blanquers i la Casa dels Peraires.
Al temps s'aproven dos projectes que hagueren suposat grans canvis al barri de no ser perquè es paral·litzaren el 1914: el dissenyat per Federico Aymamí el 1907, que consistia a unir en línia recta la plaça de Sant Agustí amb el Portal Nou i el dissenyat per Javier Goerlich el 1928, que projectava fer una plaza semicircular darrere les torres de Serrans i ampliar a 25 metres el carrer de Serrans.
La guerra civil espanyola produí greus desperfectes al barri, de manera que el 1943 l'Ajuntament aprova la construcció de 14000 vivendes, però el projecte es dugué a terme tan lentament que molta de la població abandonà el barri i se n'anà a zones perifèriques.El 1955 començaren obres urbanístiques al barri que van quedar malmeses amb la riuada del 57.
L'arribada de la democràcia troba un barri malparat, amb una població reivindicadora de la necessitat d'una revaloració i millora de la zona, redactant nombrosos plans d'actuació municipals: Pla Especial de Protecció (1982), Pla de Ciutat Vella (1984), Pla Especial de Protecció i Reforma Interior del Barri del Carme (1991). Es va crear Archival (1991), que concedia ajudes directes per a la rehabilitació d'habitatges; i per actuar en les zones més degradades es crea el 1991 Valencia Antiga, empresa de capital mixt per a la revitalització del nucli històric de la ciutat (més tard, municipalizada i transformada en Aumsa); etc.

### Seglexxi
Amb el segle XXI continuen els problemes d'habitatge i les reivindicacions veïnals. Es presentaren nous projectes municipals, molts d'ells inacabats.
Així, ens trobem amb una barriada que ha estat horta, raval i moreria, refugi musulmà, bordell, assentament gremial, llar de l'aristocràcia medieval, lloc de convents, zona proletària marginal durant la Revolució industrial i, a la fi del segle xx, espai d'oci nocturn i alternatiu de la població juvenil de València.

## Demografia
Població segons origen (2022)
Activitats econòmiques (2023)
Població per edat (2023)

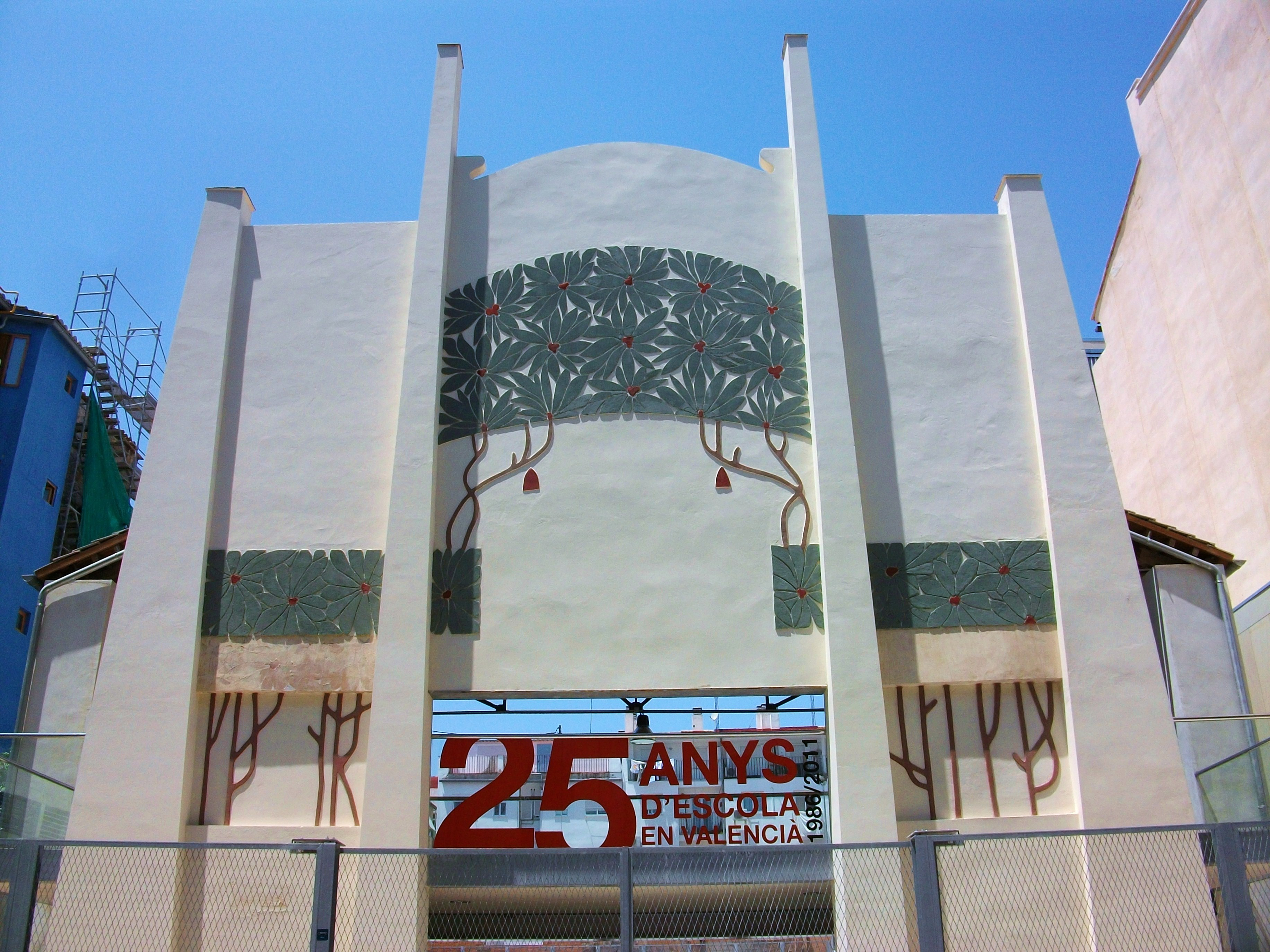
CEIP Sta Teresa, hort d'en Sendra

El 2009 tenia 6.224 habitants. El 2007 tenia 6.074 habitants, mentre que el 1981 en sumava 8.804, fet que mostra la forta pèrdua de població d'aquest barri i de tot el districte durant les últimes dècades. Així i tot, des de l'any 2003, el Carme ha deixat de perdre població i encara n'ha guanyat una mica amb la rehabilitació per part de l'ajuntament de gran part del centre històric. Segons la fitxa d'estadística de l'Ajuntament de València de l'any 2023, al barri viuen 6.896 persones, de les quals hi han 3.411 homes i 3.485 dones; majoritàriament entre els 25 i 54 anys ambdós sexes. Quant a alfabetització, el grup més nombrós d'habitants (4.113) té "Batxiller, Formació Professional de Segon Grau o Títols equivalents o superiors" seguit del que té "graduat escolar o equivalent" (1.259) fent aquests dos grups més del 50% de la població. Hi han 888 menors d'edat al barri.
El Carme té diverses institucions d'ensenyament reglat com ara el col·legi públic/CEIP Santa Teresa, un centre públic que impartix l'educació infantil i la primària; l'IES Barri del Carme, un centre públic que impartix la secundària obligatòria (ESO) i el batxillerat. Els centres d'atenció primària (CAP) més pròxims són el del Guillem de Castro (al barri del Botànic) i el de Nàpols i Sicília (al barri), ambdós dependents de l'Hospital General de València.
| Gràfica d'evolució de El Carme entre 1970 i 2021 |
|                                                  |

## Transports

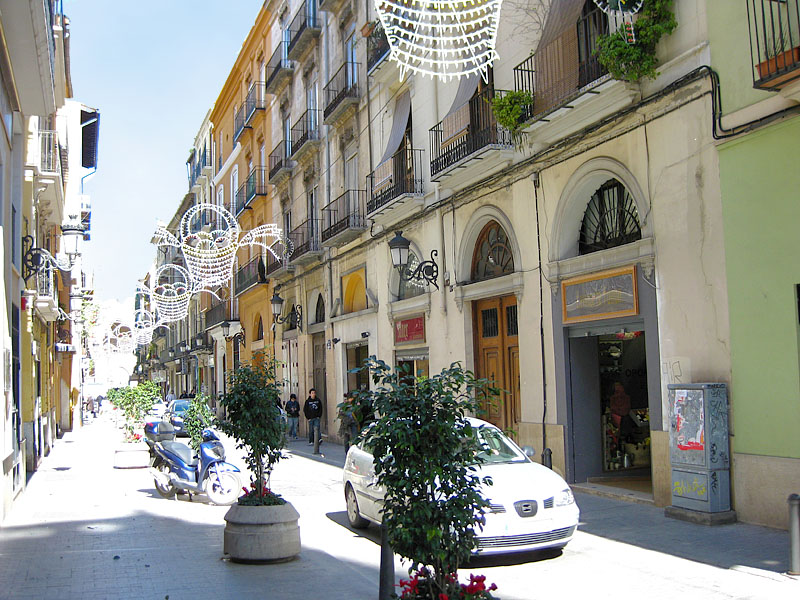
Carrer de Serrans amb trànsit

El més recomanable és passejar caminant pel barri, però a l'interior del barri està permès el trànsit de vehicles a una velocitat màxima de 30 km/h, a causa dels seus carrers estrets i laberíntics i de la gran afluència de vianants, tant residents com visitants, que manté pràcticament durant tots els dies de l'any.
- Empresa Municipal de Transports de València (EMT)[16]
  - C1 - 28 - 95

Els autobusos de l'EMT de València de les línies 5, 28 i 95 donen servei a l'oest i el nord del barri en discórrer pels carrers de Guillem de Castro i de la Blanqueria. Les línies 7 i 81 donen servei al barri fins a l'avinguda de l'Oest.
Les línies de metro i tramvia no arriben fins al barri, però l'estació del pont de Fusta de la línia 4 del tramvia de Metrovalencia es troba al nord-est, al barri de Morvedre, a l'altra vora del jardí del Túria, i a la qual es pot accedir pel pont dels Serrans i pel pont de Fusta. L'any 2002, la Generalitat Valenciana anuncià la creació de la línia T2 de MetroValencia que havia de travessar amb un tramvia subterrani el districte de nord a sud amb tres estacions: Museus o Serrans (entre el pont de Sant Josep i el pont dels Serrans), Carme (prop del mercat de Mossén Sorell) i Mercat (junt al mercat Central). La construcció s'inicià l'any 2005. En 2011 es van paralitzar les obres per falta de fons, amb l'estació del Mercat Central acabada i la part subterrània del tram entre Alacant i Natzaret parcialment completada.